# Escaudain
Escaudain és un municipi francès, situat a la regió dels Alts de França, al departament del Nord. L'any 2006 tenia 9.070 habitants. Limita al nord amb Hornaing, al nord-est amb Hélesmes i Wallers, a l'est amb Denain, al sud-est amb Lourches, al sud amb Rœulx, a l'oest amb Abscon i al nord-oest amb Erre.

## Demografia
| 1962                                       | 1968   | 1975   | 1982  | 1990  | 1999  | 2006  |
| ------------------------------------------ | ------ | ------ | ----- | ----- | ----- | ----- |
| 11.705                                     | 11.770 | 10.673 | 9.835 | 9.328 | 9.328 | 9.070 |
| Des de 1962: població sense dobles comptes |        |        |       |       |       |       |

## Administració
| Període | Identitat   | Partit |
| ------- | ----------- | ------ |
| 1997-   | Jacky Laure | PCF    |

## Agermanaments
- Les Bons Villers
- Ruhla